# GParted
 (septembre 2012).
Si vous disposez d'ouvrages ou d'articles de référence ou si vous connaissez des sites web de qualité traitant du thème abordé ici, merci de compléter l'article en donnant les références utiles à sa vérifiabilité et en les liant à la section « Notes et références ».
GParted (acronyme de GNOME Partition Editor, éditeur de partition GNOME) est un logiciel d'édition de partitions de l'environnement de bureau GNOME basé sur GNU Parted.
Il est l'outil principal de la distribution GNU/Linux spécialisée Parted Magic (en).

## Présentation
GParted sert à créer, supprimer, redimensionner, déplacer, vérifier et copier des partitions, et les systèmes de fichiers qui s'y trouvent. Il peut notamment être utilisé pour faire de la place en vue d'installer un nouveau système d'exploitation, réorganiser l'utilisation du disque, copier les données résidentes sur des disques durs ou effectuer une copie d'une partition sur un autre disque.
Il utilise libparted pour détecter et manipuler les périphériques et tables de partition tandis que plusieurs outils de système de fichiers (optionnels) apportent la prise en charge des systèmes de fichiers absents de libparted. Ces paquets seront détectés pendant l'exécution et ne demandent pas la reconstruction de GParted.
Il est écrit en C++ et utilise gtkmm comme bibliothèque d'interface graphique avec GTK (la version 1.0.0 sortie le 29 mai 2019 inclut le port vers gtkmm3). Il garde une interface graphique aussi simple que possible et en conformité avec les Human Interface Guidelines de GNOME.

## Version Live

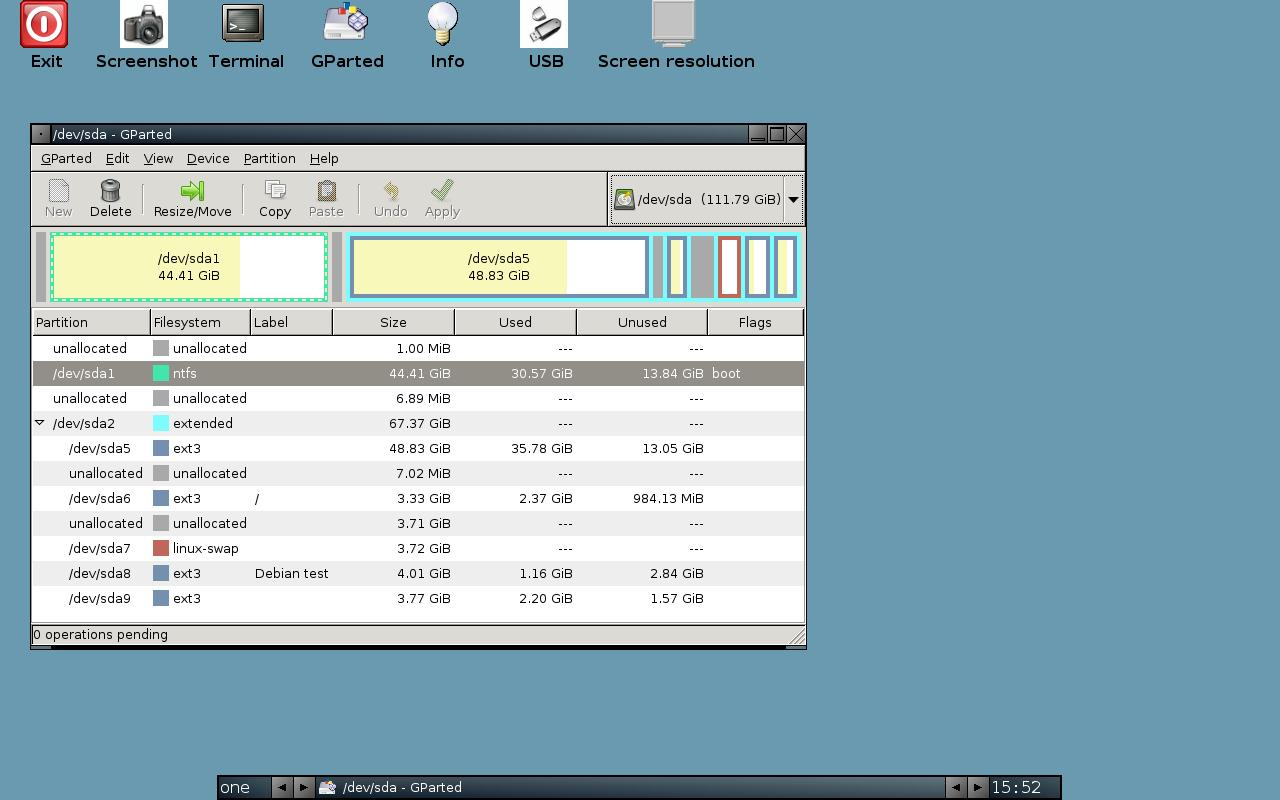
GParted 0.3.7 Live.

Une version Live pouvant être installée sur un CD, une clé USB, un serveur PXE ou un disque dur est disponible pour les plates-formes i586, i686-pae et amd64. Elle est basée sur la distribution Debian, et utilise Fluxbox comme gestionnaire de fenêtres. Le logiciel est également inclus dans d'autres distributions Live CD Linux telles que Knoppix, SystemRescueCd, Ubuntu, HandyLinux etc.

## Fonctionnalités supportées
Depuis la version 0.14.0 (10 octobre 2012), GParted intègre le support de la gestion par volumes logiques (LVM) au niveau des volumes physiques.
GParted supporte les opérations et les systèmes de fichiers suivants à condition que toutes les fonctionnalités soient activées lors de la compilation et que tous les outils nécessaires soient présents sur le système :
| Système de fichiers | Détecter | Lire | Créer | Agrandir | Réduire | Déplacer | Copier | Vérifier | Étiquette |
| ------------------- | -------- | ---- | ----- | -------- | ------- | -------- | ------ | -------- | --------- |
| btrfs               | Oui      | Oui  | Oui   | Oui      | Oui     | Oui      | Oui    | Oui      | Oui       |
| crypt-luks          | Oui      | Non  | Non   | Non      | Non     | Non      | Non    | Non      | Non       |
| exFAT               | Oui      | Non  | Non   | Non      | Non     | Oui      | Oui    | Non      | Non       |
| ext2                | Oui      | Oui  | Oui   | Oui      | Oui     | Oui      | Oui    | Oui      | Oui       |
| ext3                | Oui      | Oui  | Oui   | Oui      | Oui     | Oui      | Oui    | Oui      | Oui       |
| ext4                | Oui      | Oui  | Oui   | Oui      | Oui     | Oui      | Oui    | Oui      | Oui       |
| FAT16               | Oui      | Oui  | Oui   | Oui      | Oui     | Oui      | Oui    | Oui      | Oui       |
| FAT32               | Oui      | Oui  | Oui   | Oui      | Oui     | Oui      | Oui    | Oui      | Oui       |
| HFS                 | Oui      | Oui  | Oui   | Non      | Oui     | Oui      | Oui    | Non      | Non       |
| HFS+                | Oui      | Oui  | Oui   | Non      | Oui     | Oui      | Oui    | Oui      | Non       |
| JFS                 | Oui      | Oui  | Oui   | Oui      | Non     | Oui      | Oui    | Oui      | Oui       |
| linux swap          | Oui      | Non  | Oui   | Oui      | Oui     | Oui      | Oui    | Non      | Non       |
| lvm2 pv             | Oui      | Oui  | Oui   | Oui      | Oui     | Oui      | Non    | Oui      | Non       |
| NTFS                | Oui      | Oui  | Oui   | Oui      | Oui     | Oui      | Oui    | Oui      | Oui       |
| Reiser4             | Oui      | Oui  | Oui   | Non      | Non     | Oui      | Oui    | Oui      | Non       |
| ReiserFS            | Oui      | Oui  | Oui   | Oui      | Oui     | Oui      | Oui    | Oui      | Oui       |
| UFS                 | Oui      | Non  | Non   | Non      | Non     | Oui      | Oui    | Non      | Non       |
| XFS                 | Oui      | Oui  | Oui   | Oui      | Non     | Oui      | Oui    | Oui      | Oui       |